# Hadena rolleti
Hadena rolleti là một loài bướm đêm trong họ Noctuidae.